# San Miguel Coatlán
San Miguel Coatlán är en kommun i Mexiko.   Den ligger i delstaten Oaxaca, i den sydöstra delen av landet, 400 km sydost om huvudstaden Mexico City.
Följande samhällen finns i San Miguel Coatlán:
- La Sierra
- Llano Grande
- Campo Nuevo
- El Progreso